# 4019 Klavetter
4019 Klavetter è un asteroide della fascia principale. Scoperto nel 1981, presenta un'orbita caratterizzata da un semiasse maggiore pari a 2,3383660 au e da un'eccentricità di 0,1282416, inclinata di 2,48459° rispetto all'eclittica.
L'asteroide è dedicato al fisico statunitense James Jay Klavetter.